# Smygehamn
Smygehamn est une localité suédoise située dans la commune de Trelleborg en Scanie.
Sa population était de 1 277 habitants en 2019.